# Campionato mondiale di calcio 1934
Il campionato mondiale di calcio 1934, anche detto Coppa Jules Rimet 1934, fu la seconda edizione della massima competizione per rappresentative nazionali calcistiche organizzata dalla FIFA.
Disputata in Italia dal 27 maggio al 10 giugno 1934, la manifestazione vide il successo dei padroni di casa che in finale sconfissero la Cecoslovacchia nei tempi supplementari.

## Scelta della sede
L'assegnazione del torneo allo stato italiano avvenne durante un incontro della FIFA a Zurigo nell'ottobre 1932, con il Bel Paese che superò la concorrenza della Svezia. Risultò decisiva in tal senso la promozione sportiva, ed in particolare calcistica, operata da Benito Mussolini; la stessa influenza fascista sarà poi indicata, nei decenni a venire, come un fattore determinante anche per il successo agonistico colto dalla formazione italiana.

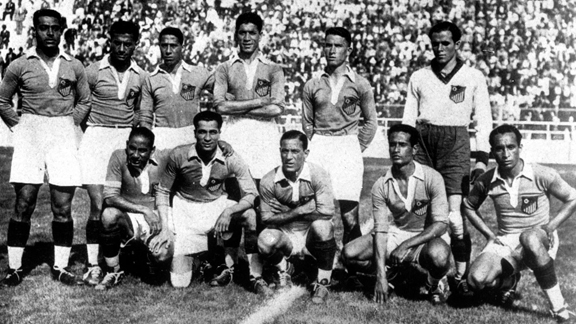
Una formazione dell', squadra al debutto nei campionati mondiali.

Dal punto di vista logistico, furono otto le città scelte per la disputa delle gare: Bologna, Firenze, Genova, Milano, Napoli, la capitale Roma (in cui si svolse la finale), Torino e Trieste. Relativamente all'aspetto sportivo va segnalata l'introduzione delle eliminatorie, cui dovette sottoporsi peraltro anche la nazione ospitante: alla fase finale pervennero 12 compagini europee, 3 americane e un'africana mentre si registrò l'assenza dell'Uruguay, circostanza ascrivibile alla rivalsa che i platensi vollero operare nei confronti del vecchio continente allorché l'edizione del 1930 fu disertata da gran parte delle squadre europee per questioni legate al trasporto ed alle spese.

## Stadi
Ad ospitare le tappe dell'evento furono i seguenti impianti:
| Bologna                          | Firenze | Genova | Milano                             |
| -------------------------------- | --- | --- | ---------------------------------- |
| Stadio Littoriale                | Stadio Giovanni Berta                                                                                       | Stadio di Via del Piano                                                                                     | Stadio San Siro                    |
| 44°29′32″N 11°18′35″E            | 43°46′50.96″N 11°16′56.13″E                                                                                 | 44°24′59.15″N 8°57′08.74″E                                                                                  | 45°28′41.09″N 9°07′26.4″E          |
| Capienza: 38 279                 | Capienza: 47 290                                                                                            | Capienza: 36 703                                                                                            | Capienza: 55 000                   |
|                                  | | |                                    |
| Napoli                           | Bologna Firenze Genova Milano Napoli Roma Trieste TorinoCampionato mondiale di calcio 1934 (Regno d'Italia) | Bologna Firenze Genova Milano Napoli Roma Trieste TorinoCampionato mondiale di calcio 1934 (Regno d'Italia) | Roma                               |
| Stadio Partenopeo "G. Ascarelli" | Bologna Firenze Genova Milano Napoli Roma Trieste TorinoCampionato mondiale di calcio 1934 (Regno d'Italia) | Bologna Firenze Genova Milano Napoli Roma Trieste TorinoCampionato mondiale di calcio 1934 (Regno d'Italia) | Stadio Nazionale del PNF           |
| 40°51′35″N 14°17′36″E            | Bologna Firenze Genova Milano Napoli Roma Trieste TorinoCampionato mondiale di calcio 1934 (Regno d'Italia) | Bologna Firenze Genova Milano Napoli Roma Trieste TorinoCampionato mondiale di calcio 1934 (Regno d'Italia) | 41°55′38″N 12°28′20″E              |
| Capienza: 40 000                 | Bologna Firenze Genova Milano Napoli Roma Trieste TorinoCampionato mondiale di calcio 1934 (Regno d'Italia) | Bologna Firenze Genova Milano Napoli Roma Trieste TorinoCampionato mondiale di calcio 1934 (Regno d'Italia) | Capienza: 47 300                   |
|                                  | Bologna Firenze Genova Milano Napoli Roma Trieste TorinoCampionato mondiale di calcio 1934 (Regno d'Italia) | Bologna Firenze Genova Milano Napoli Roma Trieste TorinoCampionato mondiale di calcio 1934 (Regno d'Italia) |                                    |
| Trieste                          | Bologna Firenze Genova Milano Napoli Roma Trieste TorinoCampionato mondiale di calcio 1934 (Regno d'Italia) | Bologna Firenze Genova Milano Napoli Roma Trieste TorinoCampionato mondiale di calcio 1934 (Regno d'Italia) | Torino                             |
| Stadio Littorio                  | Bologna Firenze Genova Milano Napoli Roma Trieste TorinoCampionato mondiale di calcio 1934 (Regno d'Italia) | Bologna Firenze Genova Milano Napoli Roma Trieste TorinoCampionato mondiale di calcio 1934 (Regno d'Italia) | Stadio Municipale Benito Mussolini |
| 45°37′25.73″N 13°47′39.33″E      | Bologna Firenze Genova Milano Napoli Roma Trieste TorinoCampionato mondiale di calcio 1934 (Regno d'Italia) | Bologna Firenze Genova Milano Napoli Roma Trieste TorinoCampionato mondiale di calcio 1934 (Regno d'Italia) | 45°02′30″N 7°39′00″E               |
| Capienza: 8 000                  | Bologna Firenze Genova Milano Napoli Roma Trieste TorinoCampionato mondiale di calcio 1934 (Regno d'Italia) | Bologna Firenze Genova Milano Napoli Roma Trieste TorinoCampionato mondiale di calcio 1934 (Regno d'Italia) | Capienza: 28 140                   |
|                                  | Bologna Firenze Genova Milano Napoli Roma Trieste TorinoCampionato mondiale di calcio 1934 (Regno d'Italia) | Bologna Firenze Genova Milano Napoli Roma Trieste TorinoCampionato mondiale di calcio 1934 (Regno d'Italia) |                                    |

## Squadre partecipanti
Il secondo Mondiale vide la presenza di 16 compagini, svolgendosi interamente con il formato dell'eliminazione diretta: in caso di parità allo scadere dei tempi regolamentari, vi era il ricorso ai supplementari o eventualmente allo spareggio.
| Pr. | Squadra        | Data di qualificazione certa | Confederazione         | Partecipante in quanto            | Partecipazioni precedenti al torneo |
| --- | -------------- | ---------------------------- | ---------------------- | --------------------------------- | ----------------------------------- |
| 1   | Svezia         | 29 giugno 1933               | Europa                 | Vincitrice del gruppo 1           | Esordiente                          |
| 2   | Svizzera       | 29 ottobre 1933              | Europa                 | Vincitrice del gruppo 6           | Esordiente                          |
| 3   | Germania       | 11 marzo 1934                | Europa                 | Vincitrice del gruppo 8           | Esordiente                          |
| 4   | Spagna         | 18 marzo 1934                | Europa                 | Vincitrice del gruppo 2           | Esordiente                          |
| 5   | Italia         | 25 marzo 1934                | Europa                 | Vincitrice del gruppo 3           | Esordiente                          |
| 6   | Egitto         | 6 aprile 1934                | Africa                 | Vincitrice del gruppo 12          | Esordiente                          |
| 7   | Francia        | 13 aprile 1934               | Europa                 | Seconda classificata del gruppo 8 | 1 (1930)                            |
| 8   | Cecoslovacchia | 15 aprile 1934               | Europa                 | Vincitrice del gruppo 5           | Esordiente                          |
| 9   | Ungheria       | 29 aprile 1934               | Europa                 | Vincitrice del gruppo 4           | Esordiente                          |
| 10  | Austria        | 29 aprile 1934               | Europa                 | Seconda classificata del gruppo 4 | Esordiente                          |
| 11  | Romania        | 29 aprile 1934               | Europa                 | Seconda classificata del gruppo 6 | 1 (1930)                            |
| 12  | Paesi Bassi    | 29 aprile 1934               | Europa                 | Vincitrice del gruppo 7           | Esordiente                          |
| 13  | Belgio         | 29 aprile 1934               | Europa                 | Seconda classificata del gruppo 7 | 1 (1930)                            |
| 14  | Stati Uniti    | 24 maggio 1934               | America settentrionale | Vincitrice del gruppo 11          | 1 (1930)                            |
| 15  | Brasile        | −                            | America meridionale    | Vincitrice del gruppo 9           | 1 (1930)                            |
| 16  | Argentina      | −                            | America meridionale    | Vincitrice del gruppo 10          | 1 (1930)                            |

## Convocazioni
Le rose per la fase finale erano composte da un massimo di 22 calciatori per squadra.

## Il sorteggio
Il sorteggio viene effettuato a Roma il 3 maggio 1934. 
Le 16 squadre vengono divise in due gruppi; successivamente all'abbinamento degli ottavi di finale, vengono estratti gli accoppiamenti per i quarti di finale e le semifinali. Tre giorni prima dell'avvio del torneo si gioca la partita di spareggio Messico - Stati Uniti che stabilisce la sedicesima qualificata alla fase finale.
Le due fasce sono le seguenti:
| Primo gruppo   | Secondo gruppo        |
| -------------- | --------------------- |
| Argentina      | Belgio                |
| Austria        | Francia               |
| Brasile        | Egitto                |
| Cecoslovacchia | Romania               |
| Germania       | Spagna                |
| Italia         | Svezia                |
| Paesi Bassi    | Svizzera              |
| Ungheria       | Messico o Stati Uniti |

Dopo il primo sorteggio si passa agli abbinamenti per i quarti di finale e le semifinali. L'ordine per i quarti è il seguente: vincente H contro vincente D (gruppo Alfa); vincente F contro B (gruppo Beta); vincente G contro C (gruppo Gamma); vincente E contro A (gruppo Delta). L'ordine per le semifinali è il seguente: vincente gruppo Alfa contro Beta; vincente gruppo Gamma contro Delta.
| gruppi | Ottavi         |                       |
| ------ | -------------- | --------------------- |
| A      | Italia         | Messico o Stati Uniti |
| B      | Cecoslovacchia | Romania               |
| C      | Ungheria       | Egitto                |
| D      | Argentina      | Svezia                |
| E      | Brasile        | Spagna                |
| F      | Paesi Bassi    | Svizzera              |
| G      | Austria        | Francia               |
| H      | Germania       | Belgio                |

## Avvenimenti
La prima giornata, corrispondente agli ottavi di finale, segnò l'eliminazione di ogni contendente non europea: Spagna e Svezia sconfissero le sudamericane Brasile e Argentina (quest'ultima in campo con una squadra di calciatori dilettanti), mentre l'Ungheria estromise l'Egitto. L'Italia ebbe vita facile a sbarazzarsi degli Stati Uniti, così come agevole fu il compito della Germania contro il Belgio, più complicato risultò l'impegno di Austria e Svizzera, Prevalsero rispettivamente su Francia e Paesi Bassi col punteggio di 3-2. Di misura anche l'affermazione cecoslovacca sulla Romania, per 2-1.

La formazione dell'Austria, soprannominata "Wunderteam" («squadra delle meraviglie» in tedesco).

Nei quarti di finale l'Italia incontrò la Spagna. Gli azzurri superarono gli iberici soltanto nella ripetizione dell'incontro, dovuta al fatto che il primo fosse terminato in parità: costretti a rinunciare all'infortunato Zamora, gli spagnoli persero per un gol di Meazza. In entrambe le sfide, non mancarono polemiche dovute all'arbitraggio soprattutto da parte spagnola: nella prima sfida, in occasione del gol del pareggio della formazione di casa, gli iberici lamentarono un fallo di Meazza sul portiere Zamora, di contro gli azzurri protestarono per un rigore non concesso per fallo su Schiavio. La seconda gara fu risolta dopo appena 11 minuti da Meazza, mentre da parte spagnola si levarono polemiche per un goal annullato agli iberici dall'arbitro svizzero Mercet.
(Guerin Sportivo, 6 Giugno 1934)
Alle semifinali ebbero poi accesso Germania e Austria, impostesi a scapito di scandinavi e magiari, infine, la Cecoslovacchia sconfisse la Svizzera.
Altre polemiche interessarono anche la semifinale tra Italia e Austria, vinta dai primi con una rete dell'italo-argentino Guaita; ad agevolare la segnatura un presunto intervento irregolare di Meazza sul portiere Platzer. Tuttavia fu piuttosto lo stesso Platzer, dopo che gli sfuggì il pallone dalle mani, a intervenire fallosamente sulla mezzala italiana finendo per restarne travolto. Secondo alcune fonti, le voci di favoritismi all'Italia furono parte della propaganda antifascista.
(Enciclopedia Treccani, 2002)
L'altra squadra che accedette alla finalissima fu la Cecoslovacchia, nettamente superiore alla Germania (3-1).

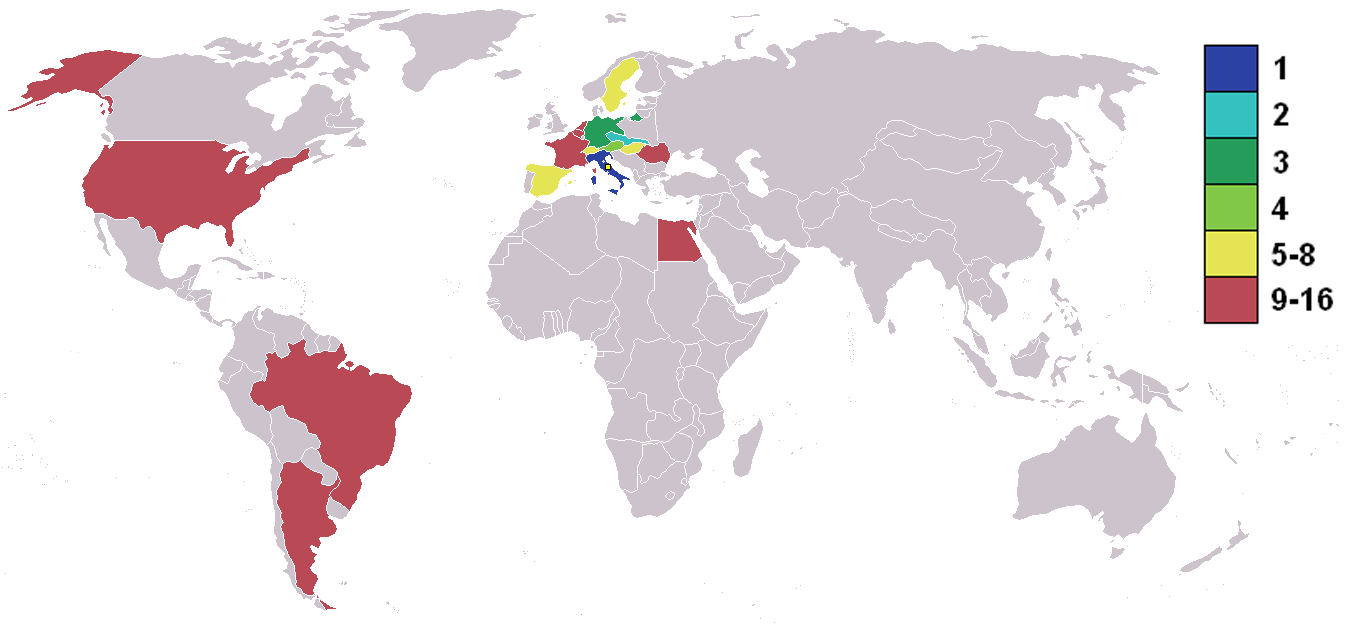
Piazzamenti delle nazionali

A far suo il bronzo nel match di consolazione fu proprio la compagine teutonica, impostasi di misura sui rivali austriaci (cui, per ragioni organizzative, venne fatta indossare la maglia del Napoli). Il titolo fu invece conquistato dall'Italia che, dopo aver incassato il vantaggio dei boemi con Puč, trovò il pari grazie ad un tiro al volo dell'oriundo Orsi: nei supplementari fu poi Schiavio a realizzare il definitivo 2-1, svenendo per l'emozione dopo il gol.
I calciatori della squadra azzurra (imperniata principalmente sull'asse juventino) ricevettero un premio di 20 000 lire a testa, sebbene a Mario Pizziolo, generoso mediano infortunatosi ai legamenti del ginocchio nella prima partita contro la Spagna, la medaglia d'oro venne riconosciuta solamente nel 1988 per iniziativa della FIGC.

## Risultati

### Tabellone
|  | Ottavi di finale | Ottavi di finale | Ottavi di finale |                |                | Quarti di finale | Quarti di finale | Quarti di finale |          |         | Semifinali | Semifinali | Semifinali |                 |                 | Finale          | Finale | Finale |  |
|  |                  |                  |                  |                |                |                  |                  |                  |          |         |            |            |            |                 |                 |                 |        |        |  |
|  | Italia           | Italia           | 7                |                |                |                  |                  |                  |          |         |            |            |            |                 |                 |                 |        |        |  |
|  | Italia           | Italia           | 7                |                |                |                  |                  |                  |          |         |            |            |            |                 |                 |                 |        |        |  |
|  | Stati Uniti      | Stati Uniti      | 1                |                |                |                  |                  |                  |          |         |            |            |            |                 |                 |                 |        |        |  |
|  | Stati Uniti      | Stati Uniti      | 1                |                | Italia         | Italia           | 1 (1)            |                  |          |         |            |            |            |                 |                 |                 |        |        |  |
|  |                  |                  |                  |                | Italia         | Italia           | 1 (1)            |                  |          |         |            |            |            |                 |                 |                 |        |        |  |
|  |                  |                  | Spagna           | Spagna         | 1 (0)          |                  |                  |                  |          |         |            |            |            |                 |                 |                 |        |        |  |
|  | Spagna           | Spagna           | Spagna           | Spagna         | 1 (0)          | 3                |                  |                  |          |         |            |            |            |                 |                 |                 |        |        |  |
|  | Spagna           | Spagna           |                  |                |                |                  |                  |                  |          |         |            |            |            |                 |                 |                 |        |        |  |
|  | Brasile          | Brasile          | 1                |                |                |                  |                  |                  |          |         |            |            |            |                 |                 |                 |        |        |  |
|  | Brasile          | Brasile          | 1                |                | Italia         | Italia           | 1                |                  |          |         |            |            |            |                 |                 |                 |        |        |  |
|  |                  |                  |                  |                |                |                  |                  |                  |          |         |            |            |            |                 |                 |                 |        |        |  |
|  |                  |                  | Austria          | Austria        | 0              |                  |                  |                  |          |         |            |            |            |                 |                 |                 |        |        |  |
|  | Ungheria         | Ungheria         | Austria          | Austria        | 0              | 4                |                  |                  |          |         |            |            |            |                 |                 |                 |        |        |  |
|  | Ungheria         | Ungheria         |                  |                |                |                  |                  |                  |          |         |            |            |            |                 |                 |                 |        |        |  |
|  | Egitto           | Egitto           | 2                |                |                |                  |                  |                  |          |         |            |            |            |                 |                 |                 |        |        |  |
|  | Egitto           | Egitto           | 2                |                | Ungheria       | Ungheria         | 1                |                  |          |         |            |            |            |                 |                 |                 |        |        |  |
|  |                  |                  |                  |                | Ungheria       | Ungheria         | 1                |                  |          |         |            |            |            |                 |                 |                 |        |        |  |
|  |                  |                  | Austria          | Austria        | 2              |                  |                  |                  |          |         |            |            |            |                 |                 |                 |        |        |  |
|  | Austria (dts)    | Austria (dts)    | Austria          | Austria        | 2              | 3                |                  |                  |          |         |            |            |            |                 |                 |                 |        |        |  |
|  | Austria (dts)    | Austria (dts)    |                  |                |                |                  |                  |                  |          |         |            |            |            |                 |                 |                 |        |        |  |
|  | Francia          | Francia          | 2                |                |                |                  |                  |                  |          |         |            |            |            |                 |                 |                 |        |        |  |
|  | Francia          | Francia          | 2                |                | Italia (dts)   | Italia (dts)     | 2                |                  |          |         |            |            |            |                 |                 |                 |        |        |  |
|  |                  |                  |                  |                |                |                  |                  |                  |          |         |            |            |            |                 |                 |                 |        |        |  |
|  |                  |                  | Cecoslovacchia   | Cecoslovacchia | 1              |                  |                  |                  |          |         |            |            |            |                 |                 |                 |        |        |  |
|  | Cecoslovacchia   | Cecoslovacchia   | Cecoslovacchia   | Cecoslovacchia | 1              | 2                |                  |                  |          |         |            |            |            |                 |                 |                 |        |        |  |
|  | Cecoslovacchia   | Cecoslovacchia   |                  |                |                | 2                |                  |                  |          |         |            |            |            |                 |                 |                 |        |        |  |
|  | Romania          | Romania          | 1                |                |                |                  |                  |                  |          |         |            |            |            |                 |                 |                 |        |        |  |
|  | Romania          | Romania          | 1                |                | Cecoslovacchia | Cecoslovacchia   | 3                |                  |          |         |            |            |            |                 |                 |                 |        |        |  |
|  |                  |                  |                  |                | Cecoslovacchia | Cecoslovacchia   | 3                |                  |          |         |            |            |            |                 |                 |                 |        |        |  |
|  |                  |                  | Svizzera         | Svizzera       | 2              |                  |                  |                  |          |         |            |            |            |                 |                 |                 |        |        |  |
|  | Svizzera         | Svizzera         | Svizzera         | Svizzera       | 2              | 3                |                  |                  |          |         |            |            |            |                 |                 |                 |        |        |  |
|  | Svizzera         | Svizzera         |                  |                |                |                  |                  |                  |          |         |            |            |            |                 |                 |                 |        |        |  |
|  | Paesi Bassi      | Paesi Bassi      | 2                |                |                |                  |                  |                  |          |         |            |            |            |                 |                 |                 |        |        |  |
|  | Paesi Bassi      | Paesi Bassi      | 2                |                | Cecoslovacchia | Cecoslovacchia   | 3                |                  |          |         |            |            |            |                 |                 |                 |        |        |  |
|  |                  |                  |                  |                |                |                  |                  |                  |          |         |            |            |            |                 |                 |                 |        |        |  |
|  |                  |                  | Germania         | Germania       | 1              |                  |                  |                  |          |         |            |            |            |                 |                 |                 |        |        |  |
|  | Svezia           | Svezia           | Germania         | Germania       | 1              | 3                |                  |                  |          |         |            |            |            | Finale 3º posto | Finale 3º posto | Finale 3º posto |        |        |  |
|  | Svezia           | Svezia           |                  |                |                |                  |                  |                  |          |         |            |            |            |                 |                 |                 |        |        |  |
|  | Argentina        | Argentina        | 2                |                |                |                  |                  |                  |          |         |            |            |            |                 |                 |                 |        |        |  |
|  | Argentina        | Argentina        | 2                |                | Svezia         | Svezia           | 1                |                  |          | Austria | Austria    | 2          |            |                 |                 |                 |        |        |  |
|  |                  |                  |                  |                | Svezia         | Svezia           | 1                |                  |          | Austria | Austria    | 2          |            |                 |                 |                 |        |        |  |
|  |                  |                  | Germania         | Germania       | 2              |                  |                  | Germania         | Germania | 3       |            |            |            |                 |                 |                 |        |        |  |
|  | Germania         | Germania         | Germania         | Germania       | 2              | 5                |                  | Germania         | Germania | 3       |            |            |            |                 |                 |                 |        |        |  |
|  | Germania         | Germania         |                  |                |                |                  |                  |                  |          |         |            |            |            |                 |                 |                 |        |        |  |
|  | Belgio           | Belgio           | 2                |                |                |                  |                  |                  |          |         |            |            |            |                 |                 |                 |        |        |  |

### Ottavi di finale
| Arbitro: | René Mercet |

|                                                             |           |             |
| Schiavio 18’, 29’, 64’ Orsi 20’, 69’ Ferrari 63’ Meazza 90’ | Marcatori | 57’ Donelli |

| Arbitro: | John Langenus |

|                     |           |           |
| Puč 49’ Nejedlý 67’ | Marcatori | 10’ Dobay |

| Arbitro: | Francesco Mattea |

|                                                |           |                   |
| Kobierski 26’ Siffling 47’ Conen 67’, 70’, 86’ | Marcatori | 31’, 43’ Voorhoof |

| Arbitro: | Johannes v. Moorsel |

|                                   |           |                                  |
| Sindelar 44’ Schall 94’ Bican 96’ | Marcatori | 19’ Nicolas 114’ (rig.) Verriest |

| Arbitro: | Alfred Birlem |

|                                        |           |              |
| Iraragorri 18’ (rig.) Langara 27’, 77’ | Marcatori | 56’ Leônidas |

| Arbitro: | Ivan Eklind |

|                                |           |                    |
| Kielholz 14’, 43’ Abegglen 64’ | Marcatori | 22’ Smit 87’ Vente |

| Arbitro: | Erwin Braun |

|                            |           |                      |
| Jonasson 8’, 67’ Kroon 79’ | Marcatori | 3’ Belis 47’ Galateo |

| Arbitro: | Rinaldo Barlassina |

|                                      |           |                |
| Teleki 12’ Toldi 31’, 52’ Vincze 59’ | Marcatori | 39’, 67’ Fawzi |

### Quarti di finale
| Arbitro: | Francesco Mattea |

|                        |           |                   |
| Horvath 5’ Zischek 53’ | Marcatori | 67’ (rig.) Sárosi |

| Arbitro: | Rinaldo Barlassina |

|                  |           |            |
| Hohmann 60’, 63’ | Marcatori | 83’ Dunker |

| Arbitro: | Louis Baert |

|             |           |              |
| Ferrari 44’ | Marcatori | 29’ Regueiro |

| Arbitro: | René Mercet |

|            |           |  |
| Meazza 11’ | Marcatori |  |

| Arbitro: | Alois Beranek |

|                                     |           |                           |
| Svoboda 24’ Sobotka 48’ Nejedlý 83’ | Marcatori | 18’ Kielholz 71’ Abegglen |

### Semifinali
| Arbitro: | Rinaldo Barlassina |

|                       |           |           |
| Nejedlý 21’, 60’, 81’ | Marcatori | 50’ Noack |

| Arbitro: | Ivan Eklind |

|            |           |  |
| Guaita 21’ | Marcatori |  |

### Finale per il terzo posto
| Arbitro: | Albino Carraro |

|                          |           |                       |
| Lehner 1’, 42’ Conen 29’ | Marcatori | 30’ Horvath 55’ Sesta |

### Finale
| Arbitro: | Ivan Eklind |

|                       |           |         |
| Orsi 81’ Schiavio 95’ | Marcatori | 71’ Puč |

## Statistiche

### Classifica marcatori
5 reti
- Oldřich Nejedlý

4 reti
- Edmund Conen
- Angelo Schiavio

3 reti
- Raimundo Orsi
- Leopold Kielholz

2 reti
- Bernard Voorhoof
- Abdulrahman Fawzi
- Johann Horvath
- Antonín Puč
- Karl Hohmann
- Ernst Lehner
- Giovanni Ferrari
- Giuseppe Meazza
- Isidro Lángara
- Sven Jonasson
- Géza Toldi

1 rete
- Ernesto Belis
- Alberto Galateo
- Josef Bican
- Anton Schall
- Karl Sesta
- Matthias Sindelar
- Karl Zischek
- Leônidas
- Jiří Sobotka
- František Svoboda
- Jean Nicolas
- Georges Verriest
- Stanislaus Kobierski
- Rudolf Noack
- Otto Siffling
- Enrique Guaita

- Kick Smit
- Leen Vente
- Ștefan Dobay

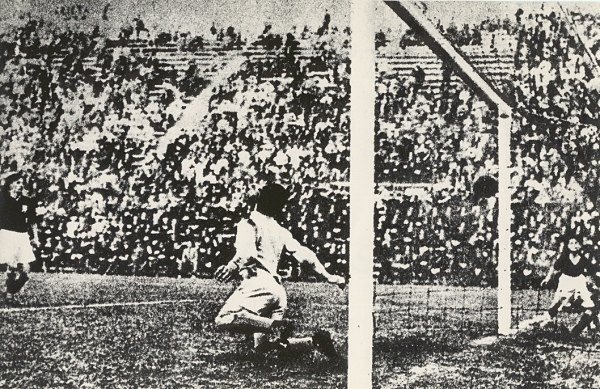
Il gol decisivo della finale: Schiavio batte Plánička nei supplementari.

- José Iraragorri (1 rigore)
- Luis Regueiro
- Aldo Donelli
- Gösta Dunker
- Knut Kroon
- André Abegglen
- Willy Jäggi
- György Sárosi (1 rigore)
- Pál Teleki
- Jenő Vincze

## Premi

### All-Star Team[35]
| Portiere       | Difensori                          | Centrocampisti                                 | Attaccanti                                                                     |
| -------------- | ---------------------------------- | ---------------------------------------------- | ------------------------------------------------------------------------------ |
| Ricardo Zamora | Jacinto Quincoces Eraldo Monzeglio | Luis Monti Attilio Ferraris Leonardo Cilaurren | Giuseppe Meazza Raimundo Orsi Enrique Guaita Matthias Sindelar Oldřich Nejedlý |

## La squadra vincitrice
L'Italia campione del mondo 1934.
| Italia                              | Italia           |
| Giocatore                           | Squadra 1934     |
| Portieri                            | Portieri         |
| ----------------------------------- | ---------------- |
| Giuseppe Cavanna                    | Napoli           |
| Gianpiero Combi                     | Juventus         |
| Guido Masetti                       | Roma             |
| Difensori                           |                  |
| Luigi Allemandi                     | Ambrosiana-Inter |
| Umberto Caligaris                   | Juventus         |
| Eraldo Monzeglio                    | Bologna          |
| Virginio Rosetta                    | Juventus         |
| Centrocampisti                      |                  |
| Luigi Bertolini                     | Juventus         |
| Armando Castellazzi                 | Ambrosiana-Inter |
| Giovanni Ferrari                    | Juventus         |
| Attilio Ferraris                    | Roma             |
| Luis Monti                          | Juventus         |
| Mario Pizziolo                      | Fiorentina       |
| Mario Varglien                      | Juventus         |
| Attaccanti                          |                  |
| Pietro Sante Arcari                 | Milan            |
| Felice Borel II                     | Juventus         |
| Atilio Demaría                      | Ambrosiana-Inter |
| Enrique Guaita                      | Roma             |
| Anfilogino Guarisi                  | Lazio            |
| Giuseppe Meazza                     | Ambrosiana-Inter |
| Raimundo Orsi                       | Juventus         |
| Angelo Schiavio                     | Bologna          |
| Commissario tecnico: Vittorio Pozzo |                  |

### Videografia
- L'Italia ai Mondiali 1934, su YouTube, 16 novembre 2009.